# Дресвянка (Алтайский край)
Дресвянка — село в Каменском районе Алтайского края. Входит в состав Столбовcкого сельсовета.

## История
Основано в 1676 году. В 1928 году состояло из 370 хозяйств, основное население — русские. Центр Дресвянского сельсовета Каменского района Каменского округа Сибирского края.

## Население
| 1926 | 1997 | 1998 | 1999 | 2000 | 2001 | 2002 | 2003 | 2004 | 2005 |
| ---- | ---- | ---- | ---- | ---- | ---- | ---- | ---- | ---- | ---- |
| 1621 | ↘493 | ↘473 | ↗494 | ↗511 | ↘485 | ↘455 | ↘447 | ↗469 | ↘457 |
| 2006 | 2007 | 2008 | 2009 | 2010 | 2011 | 2012 | 2013 |      |      |
| ↘443 | ↗460 | ↘456 | ↘413 | ↘403 | →403 | ↘398 | ↗411 |      |      |